# Дипломатический корпус
Дипломати́ческий ко́рпус (фр. corps diplomatique, CD)  — дипломатический персонал дипломатических представительств, находящихся в данной стране. В узком смысле — главы дипломатических миссий в их совокупности, включая временных поверенных в делах; в широком смысле — все члены дипломатического персонала, подчинённые главе дипломатических представительств. В соответствии со сложившейся практикой к дипломатическому корпусу относят лиц, занимающих должности советников-посланников, советников, первых, вторых и третьих секретарей и атташе. В широком смысле к дипломатическому корпусу также относят лиц, пользующихся дипломатическим статусом: военных, военно-воздушных и военно-морских атташе и их помощников, специалистов, назначаемых на дипломатические должности, руководителей торгового представительства и его заместителей (по договорённости со страной пребывания), членов семей всех перечисленных выше лиц (жены и дети, при этом сыновья — до достижения совершеннолетия, а незамужние дочери — независимо от возраста).

Машины членов дипломатического корпуса во многих странах помечаются автомобильными номерами с буквами «CD», чтобы подчеркнуть их особый статус.

Обычно глава дипломатического представительства представляет список лиц, которым требуются дипломатические привилегии и иммунитет. Протокольный отдел министерства иностранных дел регистрирует этот список и затем периодически издаёт весь список членов дипломатического корпуса.
Дипломатический корпус обычно имеет старшину (старейшину, дуайена или декана) — старшего по классу и первого по времени своей службы в данной стране в этом классе дипломатического представителя. Дуайеном может выступать только дипломатический представитель высшего класса — посол или папский нунций (в некоторых католических странах — только нунций, независимо от времени аккредитования, в Того — только посол ФРГ, а в Буркина-Фасо — только один из послов стран Африки). Деятельность старшины, например, включает инструктаж коллег о местных дипломатических обычаях. Момент старшинства глав представительств соответствующего класса в дипломатическом корпусе определяют дата и час вступления в выполнение своих функций (в практике современных государств таким моментом считают время вручения верительных грамот).
Дипломатический корпус осуществляет исключительно церемониальные функции, он не имеет статуса какой-либо политической организации или юридического лица. Коллективные выступления дипломатического корпуса возможны только по церемониальным (протокольным) вопросам.